# حساب القضايا

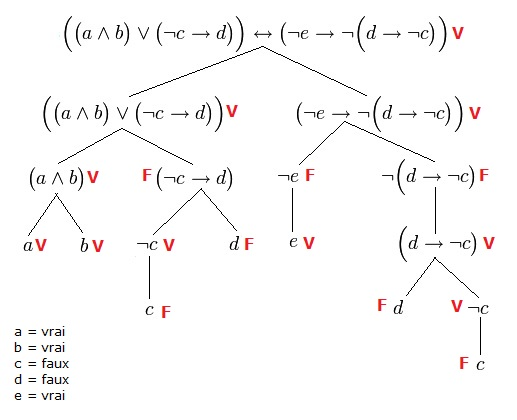

في الرياضيات والمنطق، حساب القضايا (بالإنجليزية: propositional calculus)‏ هو نظام تُمثِّل القضايا بربط قضايا ذرية بواسطة روابط منطقية، إضافة إلى نظام للاستدلال والبرهان تُبرهَن به نظريات منطقية.

## التركيب
يشير التركيب إلى جملة الرموز والتراكيب التي تُبنى بها القضية المنطقية، بالإضافة إلى مجموعة القواعد التي تحكم تسلسل وسلامة تركيب هذه الرموز. يشار إلى الرموز على أنها ذرية لأنها أساس بناء القضايا. مجموعة الرموز تسمى أيضا أبجدية النظام. تحتوي هذه الأبجدية على الرموز الآتية:
1. الأقواس: "(" و")".
2. الروابط المنطقية: هناك العديد من الروابط المنطقية المحتملة حسب الحاجة، نذكر منها أشهرها:
  - ¬ : النفي.
  - ∧ : الوصل.
  - ∨ : الفصل.
  - → (أو ← بالعربية): الاستلزام.
  - ↔ : التكافؤ المنطقي.
3. الرموز المنطقية: أي رمز، عادة:
  - س
  - ع
  - ص1، ص2...

تربط الروابط المنطقية بين مختلف الرموز المنطقية، كما يمكن الفصل بين القضايا المركبة باستعمال الأقواس لإيضاح أو تغيير المعنى.

### أمثلة
- ¬ س
- س ∧ ع
- (س ∨ ع) ∧ ص
- س ← ع ∧ ص
- (س ← ع) ∧ ص

## قضايا ذات تركيب صحيح
القضايا ذات التركيب الصحيح هي قضايا مركّبة بطريقة موافقة لقواعد التركيب. كل القضايا السابقة هي قضايا ذات تركيب صحيح، لكن القضايا التالية لها تركيب خاطئ ولذا لا يمكن استعمالها في حساب القضايا والبرهنة:
- س ع
- س ←
- ) س ← ع)

## المعاني
بالمعاني (semantics) يلصق حساب القضايا معان للتراكيب المختلفة. في حساب القضايا كل قضية تشير إلى جملة تكون صحيحة أو خاطئة. فمثلا لنفرض القضايا التالية:
- «الشيوعية نظام معقول»: نفرضها أنها غير صحيحة، ونرمز لها بالرمز س، أي س خاطئة.
- «يعمل إداريوا الموسوعة بجد»: نفرض أنها صحيحة، ونرمز لها بالرمز ع، أي ع صحيحة.
- «الحياد المطلق هدف مستحيل»: نفرض أنها صحيحة، ونرمز لها بالرمز ص، أي ص صحيحة.

تكون إذن القضية ¬ س قضية صحيحة، فقد ألصقنا معنى لهذه القضية بناء على معنى القضية س الخاطئة ومعنى رابط النفي ¬.
و أيضا القضية ص ∧ ع هي قضية صحيحة، بناء على معنى القضيتين ورابط الوصل.

## الروابط المنطقية
بناء على كل جداول الحقيقة الممكنة بين قضيتين يمكن تركيب 16 رابطا منطقيا ممكنا، وهي كلها موضحة في الجدول التالي:
بناء على كل جداول الحقيقة الممكنة بين قضيتين يمكن تركيب 16 رابطا منطقيا ممكنا، وهي كلها موضحة في الجدول التالي:
| س | ع | رابط 1 | رابط 2 | رابط 3 | رابط 4 | رابط 5 | رابط 6 | رابط 7 | رابط 8 | رابط 9   | رابط 10  | رابط 11 | رابط 12  | رابط 13 | رابط 14  | رابط 15  | رابط 16 |
| - | - | ------ | ------ | ------ | ------ | ------ | ------ | ------ | ------ | -------- | -------- | ------- | -------- | ------- | -------- | -------- | ------- |
| 1 | 1 | 1      | 1      | 1      | 1      | 1      | 1      | 1      | 1      | 0        | 0        | 0       | 0        | 0       | 0        | 0        | 0       |
| 1 | 0 | 1      | 1      | 1      | 1      | 0      | 0      | 0      | 0      | 1        | 1        | 1       | 1        | 0       | 0        | 0        | 0       |
| 0 | 1 | 1      | 1      | 0      | 0      | 1      | 1      | 0      | 0      | 1        | 1        | 0       | 0        | 1       | 1        | 0        | 0       |
| 0 | 0 | 1      | 0      | 1      | 0      | 1      | 0      | 1      | 0      | 1        | 0        | 1       | 0        | 1       | 0        | 1        | 0       |
|   |   | 1      | س ∨ ع  | س → ع  | س      | س ← ع  | ع      | س ↔ ع  | س ∧ ع  | ¬(س ∧ ع) | ¬(س ↔ ع) | ¬ع      | ¬(س ← ع) | ¬س      | ¬(س → ع) | ¬(س ∨ ع) | 0       |

- الرابط 1 و 16 هما تمام الصحة وتمام الخطأ على الترتيب مهما كان س وع وهما بذلك غير مفيدان.
- الرابط 4 هو س، والرابط 13 هو نفي س، كذلك الأمر مع ع والرابطين 6 و 11.
- الرابط 2 هو الفصل: س ∨ ع، والرابط 15 هو نفيه.
- الرابط 5 هو الاستلزام س ← ع والرابط 3 هو معاكسه أي س → ع (لاحظ اتجاه السهم).
- الرابط 12 هو نفي الاستلزام ¬(س ← ع) والرابط 14 هو نفي معاكسه ¬(س → ع).
- الرابط 7 هو الاستلزام المزدوج س ↔ ع والرابط 10 هو نفيه ¬(س ↔ ع)، وأحيانا يسمّى هذا بالفصل الحصري (Exclusive or أو XOR).
- الرابط 8 هو الوصل س ∧ ع والرابط 9 هو نفيه ¬(س ∧ ع).

يظهر من هذه القائمة ان الروابط 1، 4، 6، 11، 13 و 26 غير مفيدة. تبقى الروابط العشر الأخرى التي تأخذ معناها من معنى س وع معا، ولأنه يمكن كتابة هذه الروابط بطرق مختلفة فإنه يتم عادة اعتبار مجموعة أقل من الروابط كما تمّ مسبقا (النفي، الوصل، الفصل، الاستلزام والتكافؤ المنطقي). يمكن اعتبار أي رابط آخر برمز مناسب عند الحاجة (مثلا: س + ع كرمز للفصل الحصري، وهو الرابط 10).

## وصف رياضي عام لحساب قضايا
حساب القضايا هو نظام ل حيث ل = {أ، ج، ز، ي} و:
- أ هي مجموعة منتهية من الرموز المنطقية (أو المتغيرات المنطقية). تمثل هذه المجموعة القضايا الذرية ويرمز لها عادة بـ: س، ع، ص...
- ج هي مجموعة من الروابط المنطقية. يتمّ أحيانا تقسيم المجموعة ج إلى مجموعات جزئية بحيث يكون:
  - ج = ج0 ∪ ج1 ∪ ج2 ∪..

عادة تحتوي كل مجموعة على الروابط المنطقية التي تأخذ عددا معينا من الرموز المنطقية، فيكون:
- - ج0 = {1، 0} (تعتبر الصحة والخطأ روابطا منطقية).
  - ج1 = {¬}
  - ج2 = {∧، ∨، ←، ↔}
- ز هي مجموعة قواعد التحويل أو قواعد الاستنتاج.
- ي هي مجموعة النقاط الأساسية التي تسمى بديهيات.

## مثال: نظام الاستنتاج الطبيعي
نظام الاستنتاج الطبيعي من أشهر أنظمة حساب القضايا لبساطته وسهولة الاستنتاج به. نفرض أن ل = {أ، ج، ز، ي} حيث:
- المجموعة أ تحتوي على عدد محدود من الرموز التي يمكننا بها كتابة مثالنا، مثلا: أ = {س، ع، ص، د، م، ن}.
- المجموعة ج = ج1 ∪ ج2، و:
  - ج1 = {¬}
  - ج2 = {∧، ∨، ←، ↔}
- مجموعة البديهيات الأولية ي فارغة.
- مجموعة قواعد الاستنتاج تحتوي على عشر قواعد، كلها لا تتطلب افتراضات ما عدا القاعدة العاشرة. القواعد هي:

1. قاعدة التضاد (Reductio ad absurdum): من س ← ع، س ← ¬ ع نستنتج ¬ س.
2. قاعدة ازالة النفي المضاعف (Double negative elimination): من ¬¬ س نستنتج س.
3. قاعدة الوصل (Conjunction introduction): من س وع نستنتج س ∧ ع.
4. قاعدة ازالة الوصل (Conjunction elimination): من س ∧ ع نستنتج س.
5. قاعدة الفصل (Conjunction introduction): من س نستنتج أن س ∨ ع.
6. قاعدة ازالة الفصل (Conjunction elimination): من س ∨ ع، س ← ص وع ← ص نستنتج ص.
7. قاعدة التكافؤ (Biconditional introduction): من س ← ع وع ← س نستنتج س ↔ ع.
8. قاعدة إزالة التكافؤ (Biconditional elimination): من س ↔ ع نستنتج س ← ع وع ← س.
9. قاعدة الاستلزام (Modus ponens): من س وس ← ع نستنتج ع.
10. قاعدة البرهان الشرطي (Conditional proof): إذا أمكننا برهان ع بفرض س، نستنتج أن س ← ع.

## البرهنة في نظام القضايا
يمكن برهنة صحة أو عدم صحة القضايا باستعمال حساب القضايا، حيث يتم استنتاج ذلك حسب تعريف حساب القضايا وباستعمال قواعد التحويل في خطوات تسمى استنتاجات أو تحويلات.
يوضح الجدول التالي برهانا للقضية س ← س، حيث تظهر خطوات البرهان سطرا بسطر:
| مثال بسيط لبرهان | مثال بسيط لبرهان | مثال بسيط لبرهان            |
| رقم              | القضية           | السبب                       |
| ---------------- | ---------------- | --------------------------- |
| 1                | س                | فرضا                        |
| 2                | س ∨ س            | من (1) by باستعمال الفصل    |
| 3                | (س ∨ س) ∧ س      | من (1) و (2) باستعمال الوصل |
| 4                | س                | من (3) بنشر الوصل           |
| 5                | س ┤ س            | ملخص لـ (1) إلى (4)         |
| 6                | ┤ س ← س          | من (5)                      |

تُقرأ س ┤ س ك: «لنفرض س، إذن س»، وتُقرأ ┤ س ← س ك: «لنفرض لاشيئ، إذن س تستلزم س».

## وصلات خارجية
- مقالة عن منطق القضايا ضمن موسوعة الانترنت للفلسفة
- مقدمة إلى المنطق الرياضي
- عناصر حساب القضايا